# المشعيب (كحلان عفار)

تعديل مصدري - تعديل

المشعيب هي إحدى قرى عزلة بنى موهب بمديرية كحلان عفار التابعة لمحافظة حجة، بلغ تعداد سكانها 409 نسمة حسب تعداد اليمن لعام 2004.